# Retinální gangliová buňka
Retinální gangliová buňka (nebo Sítnicová gangliová buňka) je typ neuronové buňky. Nachází se v sítnici oka a je součástí zrakové dráhy. Retinální gangliové buňky vysílají jako jediné neurony v sítnici axony přes optický nerv a jsou tedy zdrojem výstupní informace ze sítnice. Dostávají vstupní signál z fotoreceptorů (tyčinek a čípků), což jsou buňky v sítnici citlivé na světlo, přes bipolární buňky a horizontální buňky. Jejich výstup je ovlivňován amakrinními buňkami, které mezi retinálními gangliovými buňkami tvoří laterální spoje.

## Organizace
Množství fotoreceptorů, z kterých dostává vstupní signál jedna retinální gangliová buňka, se liší vzhledem na její pozici v sítnici. V střední oblasti sítnice jsou gangliové buňky napojené na relativně nízký počet fotoreceptorů, naopak v okrajových oblastech sítnice mají gangliové buňky napojení na větší počet fotoreceptorů. Toto uspořádání způsobuje, že okrajová oblast sítnice je citlivější na rozdíly intenzity dopadajícího světla, a centrální oblast zase umožňuje vyšší rozlišení.

Schéma funkčních obvodů v neuronální vrstvě sítnice. Modré šipky jsou glutaminergní, červené šipky jsou GABAergní spoje.

## Zapojení
V rámci sítnice jsou retinální gangliové buňky jediné, které jsou schopny generovat akční potenciál (výjimkou jsou jenom některé amakrinní buňky), všechny ostatní buňky v sítnici reagují na stimulaci graduální změnou jejich membránového potenciálu.

### Struktura zapojení
Gangliové buňky nedostávají signál přímo z fotoreceptorů. Vizuální input je už na úrovni sítnice částečně zpracován před tím, než se přes axony gangliových buněk propaguje dále do mozku. Na zpracování signálu se podílí bipolární buňky typu "ON" (zapnuto) a "OFF" (vypnuto), které jsou přímo napojeny na fotoreceptory.
Horizontální buňky mají synapse s fotoreceptory a bipolárními buňkami - těmito laterálními spoji ve vnější plexiformní vrstvě sítnice ovlivňují aktivitu sousedících fotoreceptorů a bipolárních buněk.
Ve vnitřní plexiformní vrstvě sítnice se nacházejí Amakrinní buňky, které se podobně jako horizontální buňky podílejí na zpracování signálu laterálními spoji. Ovlivňují přenos informace mezi bipolárními buňkami a gangliovými buňkami.

Reakce receptivního pole retinální gangliové buňky typu "OFF-center" na zastínění.

### Receptivní pole
Jako receptivní pole gangliové (nebo bipolární) buňky se označuje oblast sítnice, která při stimulaci světlem způsobí změnu v jejím membránovém potenciálu. Receptivní pole pozůstává ze středové oblasti a okrajové oblasti. Odpověď membránového potenciálu na dopad světla do centrální oblasti receptivního pole je zpravidla opačný jako odpověď na dopad světla do okrajové oblasti. Tato architektura zapojení se přenáší z bipolárních buněk na gangliové buňky nezměněná.
Gangliové buňky typu "OFF-center" budou reagovat na zastínění středové oblasti výrazným zvýšením frekvence akčních potenciálů, naopak gangliové buňky typu "ON-center" budou generovat akční potenciály, když na jejich středovou oblast dopadne světelný bod.
U obou typů buněk však dochází k rapidnímu snížení frekvence akčních potenciálů, dojde-li k stimulaci obou oblastí receptivního pole. Z toho vyplývá, že gangliové buňky sítnice reagují hlavně na změny v intenzitě osvětlení, ke kterým dochází v rámci jejich receptivních polí.

## Typy buněk
V sítnici savců má většina gangliových buněk receptivní pole typu střed-okolí. Další kategorizace gangliových buněk se provádí na základě jejich vzhledu, množství spojů (konektivity), a elektrofyziologických vlastností. U lidí lze rozlišit dva hlavní typy gangliových buněk, typ M a typ P - do těchto kategorii spadá 95% retinálních gangliových buněk.
Retinální gangliové buňky typu M jsou větší, mají širší receptivní pole a rychlejší přenos akčního potenciálu po axonu. Jsou citlivější na málo kontrastní podněty.
Retinální gangliové buňky typu P jsou menší a na rozdíl od buněk typu M, které na podnět odpovídají přechodným zvýšením frekvence akčních potenciálů, reagují buňky typu P na podnět zvýšenou frekvencí akčních potenciálů po celou dobu trvání podnětu. Tento rozdíl odpovědi na podnět hraje důležitou roli při interpretaci zrakového vjemu.